# Peterchens Mondfahrt (1959)
Peterchens Mondfahrt ist ein deutscher Fernsehfilm von Gerhard F. Hering aus dem Jahr 1959. Er basiert auf dem Märchen Peterchens Mondfahrt von Gerdt von Bassewitz. Er wurde im Auftrag des Nordwestdeutschen Rundfunks produziert und am 25. Dezember 1959 erstausgestrahlt.

## Handlung
Die Kinder Peter und Anneliese werden eines Abends von einem Maikäfer namens Herr Sumsemann besucht. Da Herr Sumsemann eins seiner sechs Beine auf dem Mond verloren hat, begleiten die Kinder ihn auf seiner Reise dorthin. Auf ihrer Reise begegnen die drei zahlreichen anthropomorphen Elementargeistern und Sagengestalten, unter anderem dem Sandmann, der Blitzhexe und dem Weihnachtsmann. Nach einer abenteuerlichen Fahrt durch die Milchstraße besiegen sie schließlich den Mann im Mond und können Herrn Sumsemann sein fehlendes Bein zurückgeben. Sie fliegen mit dem Maikäfer zurück auf die Erde und finden sich in ihren Betten wieder, gerade als ihre Mutter kommt, um sie aufzuwecken.